# Day Dream
Day Dream is een jazzcompositie van Billy Strayhorn en Duke Ellington, geschreven in 1946. De tekst was van de hand van John La Touche. Het werd naast het orkest van Ellington onder meer op de plaat gezet door Ella Fitzgerald.